# Raïon de Smaliavitchy
Le raïon de Smaliavitchy (en biélorusse : Смалявіцкі раён, Smaliavitski raïon) ou raïon de Smolevitchi (en russe : Смолевичский район, Smolevitchski raïon) est une subdivision de la voblast de Minsk, en Biélorussie. Son centre administratif est la ville de Smaliavitchy.

## Géographie
Le raïon couvre une superficie de 1 397,19 km2, dans le nord-est de la voblast. La forêt occupe 33 % de son territoire. Le raïon de Smaliavitchy est limité au nord par le raïon de Lahoïsk, à l'est le raïon de Baryssaw, au sud par le raïon de Tcherven et à l'ouest par le raïon de Minsk.

## Histoire
Le raïon de Smaliavitchy a été créé le 17 juillet 1924.

## Population

### Démographie
Les résultats des recensements de la population (*) font apparaître une baisse continue de la population depuis 1959. Ce déclin s'est accéléré dans les premières années du XXIe siècle :
Recensements (*) ou estimations de la population :
| 1959*  | 1970*  | 1979*  | 1989*  | 1999*  | 2009*  |
| ------ | ------ | ------ | ------ | ------ | ------ |
| 53 022 | 51 221 | 48 758 | 47 558 | 46 575 | 42 917 |

### Nationalités
Selon les résultats du recensement de 2009, la population du raïon se composait de trois nationalités principales :
- 90,72 % de Biélorusses ;
- 6,58 % de Russes ;
- 1,05 % d'Ukrainiens.

### Langues
En 2009, la langue maternelle était le biélorusse pour 73,2 % des habitants du raïon de Smaliavitchy et le russe pour 24,8 %. Le biélorusse était parlé à la maison par 34,6 % de la population et le russe par 58,1 %.